# Asianesimo
L'asianesimo è un movimento stilistico dell'antica retorica greca e poi romana, nato in età ellenistica, tradizionalmente contrapposto all'atticismo.
Rappresentò uno stile nuovo, che voleva distinguersi dalla tradizione purista precedente.

## Storia
Suo iniziatore fu Egesia di Magnesia (Lidia, Asia Minore), fiorito intorno al 250 a.C., che si basava sull'opera dell'oratore attico Carisio (ca. 300 a.C.), avente a sua volta come punto di riferimento Lisia (445 a.C.-380 a.C.). Il loro asianesimo era costituito da periodi brevi e disposti con una certa arte. Tale esempio fu però perso completamente di vista tant'è che le caratteristiche degli asiani risultano totalmente differenti. A tale scuola hanno aderito via via altri oratori, fino ai due contemporanei di Cicerone: Eschilo di Cnido ed Eschine di Mileto. 
Questi oratori usavano introdurre nella purezza del greco attico parole del greco ionico, quello cioè parlato in Asia Minore, regione di cui erano per altro originari. Per tale motivo furono bollati dagli atticisti come "asiani" o "asiatici".

## Tipologia
Il termine asianesimo finì poi per indicare non solo una scelta linguistica, ma anche un preciso stile, fondato su un'oratoria artificiosa e ricca di figure di suono ed espedienti tecnici, e quindi enfatica e barocca.
Cicerone distingue due sottotipi di asianesimo retorico:
- tipo del cultus, cioè della "ricercatezza": praticato da Carisio ed Egesia, fatto di periodi brevi e spezzettati, di abbondanti concettismi; stile ritmato, nervoso; frasi brevi ma molto efficaci, ricche di concetto, volte a suscitare una forte impressione
- tipo del tumor, cioè dell'"esuberanza": praticato da Eschilo di Cnido ed Eschine di Mileto, fondato sull'ampollosità, sul patetismo, sulla scelta di vocaboli poetici, su un periodare più ampio e complesso; periodi gonfi, ricchi di subordinate, carichi di aggettivi e figure retoriche, tesi a sollecitare l'emotività dello spettatore

Nell'antica Roma, l'oratoria appassionata di Gaio Gracco viene spesso avvicinata a quella dell'asianesimo; così come Cornelio Sisenna, con la sua smania di trovare parole nuove. Però il vero portavoce dell'asianesimo romano fu Quinto Ortensio Ortalo, vero principe del Foro, ai tempi dei primi passi di Cicerone.
All'asianesimo si ricollega anche la teoria anomalista: il linguaggio è libera creazione dell'uso, motivo per cui deviazioni e neologismi (cioè "anomalie") possono essere accettati.